# Neagolius liguricus
Neagolius liguricus är en skalbaggsart som beskrevs av Daniel 1902. Neagolius liguricus ingår i släktet Neagolius och familjen Aphodiidae. Inga underarter finns listade i Catalogue of Life.